# La Vucciria
(A. Camilleri, La Vucciria)
La Vucciria è un'opera di Andrea Camilleri pubblicata nel 2008 per i tipi dell'editore Skira. Il libro contiene un breve racconto dell'autore (La ripetizione) e un saggio (Storia di un quadro) di Fabio Carapezza Guttuso. Il libro è illustrato da numerose foto del mercato palermitano della Vucciria scattate da Renato Guttuso stesso per la preparazione dell'omonimo quadro e da altre che mostrano particolari del dipinto.

## Trama
I protagonisti del racconto sono ispirati dal quadro di Guttuso: la giovane donna rappresentata di spalle, dalle forme esuberanti, vestita di grigio chiaro, è Anna e il giovane, dai neri capelli e dal volto scavato che la incrocia e che la guarda, è Antonello.
La loro storia d'amore si svolgerà parallelamente a quella che accade nel 1500 dove l'amore sensuale tra Anna, moglie e traditrice, e Antonello cade sotto il giudizio dell'Inquisizione. Di fronte alle torture degli inquisitori Anna non solo rigetta ogni volontà di pentimento ma rivendica il suo amore «Non ci si po' pintiri di la gioja. La gioja, la filicità si ponno sulu rimpiangiri quannu si sono perse. E di mia, di lu me corpu straziatu, facitini chiddu chi vuliti».

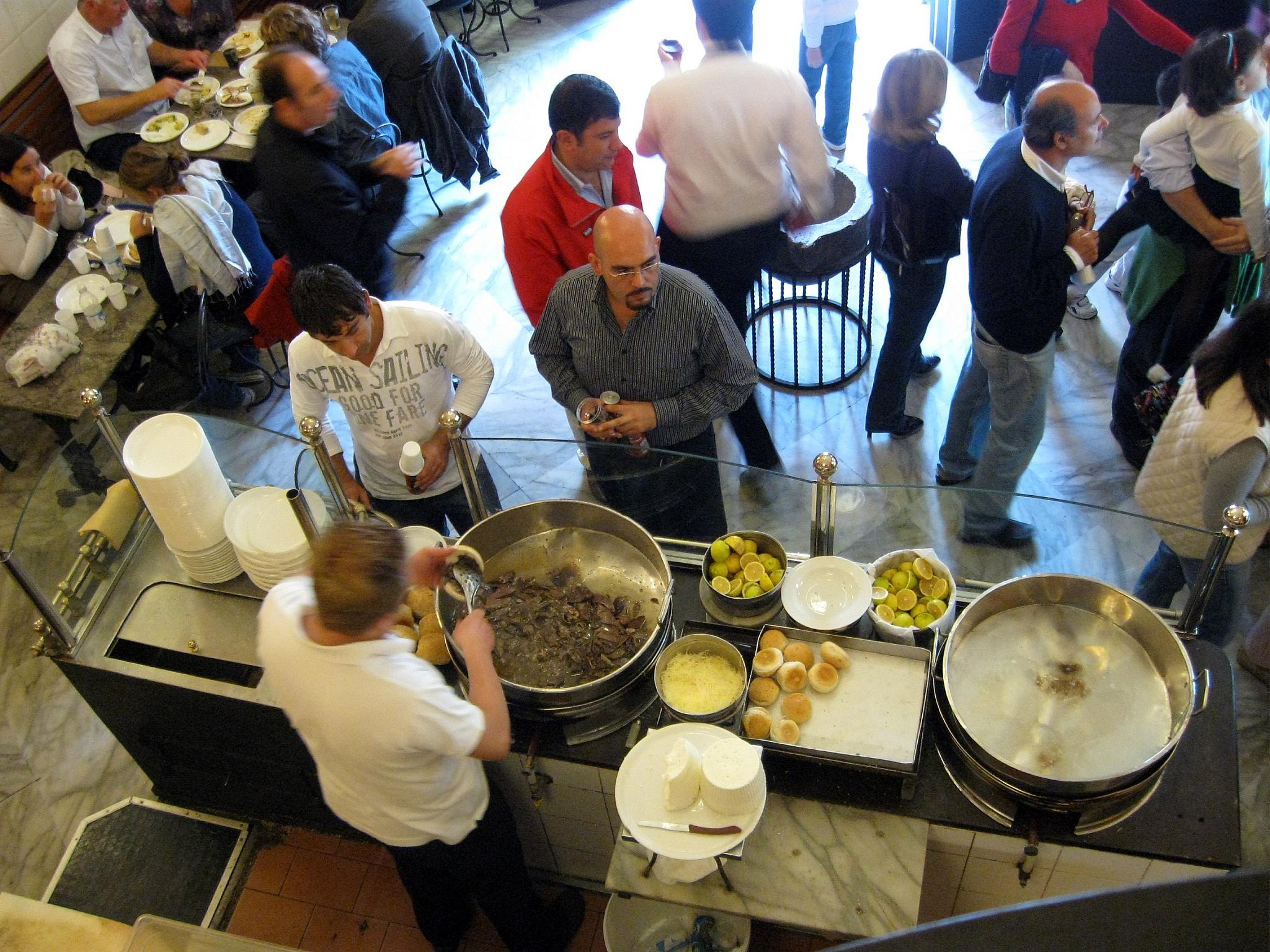
'U pani cu 'a meusa

Nel libro vi sono raccontati anche i ricordi di un giovane Camilleri che, frequentando l'università di Palermo, spesso andava nella Vucciria per mangiarsi «'u panu cu 'a meusa di cui ero ghiottissimo. Era un luogo che apriva la fantasia. Perché era un luogo dov'erano possibili accadimenti impossibili altrove...» come quelli che avvenivano nel negozio di don Jachino. 
Una bottega assolutamente vuota di merci ma tuttavia frequentata da avventori che sussurravano qualcosa all'orecchio del negoziante che mostrava loro due, tre o più dita di una mano e che poi se ne andavano come erano venuti a mani vuote. 
Dopo qualche tempo, due, tre o più giorni, gli stessi individui tornavano per prendere misteriosi pacchi che don Jachino aveva preparato per loro. Dopo aver lasciato alcune banconote sul banco del negozio gli avventori magicamente sparivano. Camilleri, sull'esempio del suo futuro Montalbano, scoprirà, approfittando del fatto «...che don Jachino indugiava a contare i soldi, per infilare la testa, per un attimo, dentro al negozio, [che] nella parete di destra, invisibile dalla porta esterna, c'era una strettissima apertura che immetteva in un'altra stanza che era certamente dotata di un'uscita posteriore. A farla breve, don Jachino vendeva refurtiva su commissione» che procurava ai clienti dopo i giorni indicati dalle dita della mano.

## Edizioni
- Andrea Camilleri, La Vucciria, Milano, Skira, 2008, ISBN 88-6130-515-6.